# Serbia Open
Serbia Open – męski turniej tenisowy kategorii ATP Tour 250 zaliczany do cyklu ATP Tour. Rozgrywany na kortach ceglanych w serbskim Belgradzie w latach 2009–2012 i ponownie latach 2021–2022.

## Mecze finałowe

### Gra pojedyncza mężczyzn
| Rok       | Zwycięzca                  | Finalista                  | Wynik                      |
| 2022      | Andriej Rublow             | Novak Đoković              | 6:2, 6:7(4), 6:0           |
| 2021      | Matteo Berrettini          | Asłan Karacew              | 6:1, 3:6, 7:6(0)           |
| 2013–2020 | Turniej nie był rozgrywany | Turniej nie był rozgrywany | Turniej nie był rozgrywany |
| 2012      | Andreas Seppi              | Benoît Paire               | 6:3, 6:2                   |
| 2011      | Novak Đoković              | Feliciano López            | 7:6(4), 6:2                |
| 2010      | Sam Querrey                | John Isner                 | 3:6, 7:6(4), 6:4           |
| 2009      | Novak Đoković              | Łukasz Kubot               | 6:3, 7:6(0)                |

### Gra podwójna mężczyzn
| Rok       | Zwycięzcy                            | Finaliści                         | Wynik                      |
| 2022      | Ariel Behar Gonzalo Escobar          | Nikola Mektić Mate Pavić          | 6:2, 3:6, 10–7             |
| 2021      | Ivan Sabanov Matej Sabanov           | Ariel Behar Gonzalo Escobar       | 6:3, 7:6(5)                |
| 2013–2020 | Turniej nie był rozgrywany           | Turniej nie był rozgrywany        | Turniej nie był rozgrywany |
| 2012      | Jonatan Erlich Andy Ram              | Martin Emmrich Andreas Siljeström | 4:6, 6:2, 10–6             |
| 2011      | František Čermák Filip Polášek       | Oliver Marach Alexander Peya      | 7:5, 6:2                   |
| 2010      | Santiago González Travis Rettenmaier | Tomasz Bednarek Mateusz Kowalczyk | 7:6(6), 6:1                |
| 2009      | Łukasz Kubot Oliver Marach           | Johan Brunström Jean-Julien Rojer | 6:2, 7:6(3)                |